# Premier League de 2007–08

## Classificação
J = Número de jogos; V = Número de vitórias; E = Número de empates; D = Número de derrotas; GP = Gols Pró; GC = Gols Contra; SG = Saldo de Gols; Pts = Pontos
C = Campeão; R = Rebaixado

## Gols

### Artilheiros
| Jogador           | Gols | Time                         |
| ----------------- | ---- | ---------------------------- |
| Cristiano Ronaldo | 31   | Manchester United            |
| Emmanuel Adebayor | 24   | Arsenal                      |
| Fernando Torres   | 24   | Liverpool                    |
| Roque Santa Cruz  | 19   | Blackburn Rovers             |
| Benjani           | 15   | Portsmouth / Manchester City |
| Dimitar Berbatov  | 15   | Tottenham Hotspur            |
| Robbie Keane      | 15   | Tottenham Hotspur            |
| Yakubu            | 15   | Everton                      |
| Carlos Tévez      | 14   | Manchester United            |
| John Carew        | 13   | Aston Villa                  |

Última atualização: 14 de Maio de 2008

### Gols Mais Rápidos
| Jogador        | Tempo | Time            | Contra         |
| -------------- | ----- | --------------- | -------------- |
| Geovanni       | 00:28 | Manchester City | Wigan Athletic |
| Cameron Jerome | 00:32 | Birmingham City | Derby County   |
| Yakubu         | 00:47 | Everton         | Portsmouth     |
| David Healy    | 00:52 | Fulham          | Arsenal        |

### Prêmios Mensais
| Mês            | Treinador do Mês                  | Jogador do Mês                        |
| -------------- | --------------------------------- | ------------------------------------- |
| Agosto de 2007 | Sven-Göran Eriksson (Man City)    | Micah Richards (Man City)             |
| Setembro 2007  | Arsène Wenger (Arsenal)           | Cesc Fàbregas (Arsenal)               |
| Outubro 2007   | Mark Hughes (Blackburn Rovers)    | Wayne Rooney (Manchester United)      |
| Novembro 2007  | Martin O'Neill (Aston Villa)      | Gabriel Agbonlahor (Aston Villa)      |
| Dezembro 2007  | Arsène Wenger (Arsenal)           | Roque Santa Cruz (Blackburn Rovers)   |
| Janeiro 2008   | Alex Ferguson (Manchester United) | Cristiano Ronaldo (Manchester United) |
| Fevereiro 2008 | David Moyes (Everton)             | Fernando Torres (Liverpool)           |

## Uniformes
| Time              | Fabricante     | Patrocinador                |
| ----------------- | -------------- | --------------------------- |
| Arsenal           | Nike           | Emirates                    |
| Aston Villa       | Nike           | 32red                       |
| Birmingham City   | Umbro          | F&C Investments             |
| Blackburn Rovers  | Umbro          | Bet 24                      |
| Bolton Wanderers  | Reebok         | Reebok                      |
| Chelsea           | Adidas         | Samsung                     |
| Derby County      | Adidas         | Derbyshire Building Society |
| Everton           | Umbro          | Thai Beverages, Chang Beer  |
| Fulham            | Nike           | LG                          |
| Liverpool         | Adidas         | Carlsberg                   |
| Manchester City   | Le Coq Sportif | Thomas Cook AG              |
| Manchester United | Nike           | AIG                         |
| Middlesbrough     | Erreà          | Garmin                      |
| Newcastle United  | Adidas         | Northern Rock               |
| Portsmouth        | Canterbury     | Oki                         |
| Reading           | Puma           | Kyocera                     |
| Sunderland        | Umbro          | Boy Lesports                |
| Tottenham Hotspur | Puma           | Mansion Casino              |
| West Ham United   | Umbro          | XL Airways                  |
| Wigan Athletic    | Umbro          | JJB Sports                  |